# 1517 na arte

## Monumentos
- Inauguração do Mosteiro dos Jerónimos.

## Nascimentos
| Data          | Nome                 | Profissão                                                        | Nacionalidade | Observações | Ref |
| ------------- | -------------------- | ---------------------------------------------------------------- | ------------- | ----------- | --- |
| 6 de setembro | Francisco de Holanda | humanista, arquitecto, escultor, desenhador, iluminador e pintor | Portugal      | m. 1585     |     |

## Mortes
| Data | Nome              | Profissão                    | Nacionalidade                           | Observações | Ref |
| ---- | ----------------- | ---------------------------- | --------------------------------------- | ----------- | --- |
| ??   | Francesco Francia | pintor, ourives e medalhista | Sacro Império Romano-Germânico (Itália) | n. c. 1450  |     |